# Helga y Flora
Helga y Flora este un serial din anul 2019 produs de postul Canal 13 din Chile.

## Distribuție
- Alejandro Sieveking - Mr. Raymond Gamper
- Catalina Saavedra - Flora Gutiérrez
- Amalia Kassai - Helga Gunkel
- Hernán Contreras - David Acevedo
- Tiago Correa - Zacarías Llancaqueo
- Ernesto Meléndez - Ezequiel Ligman
- Daniela Lhorente - Úrsula Millán
- Alessandra Guerzoni - Clara
- Geraldine Neary - Eduvigis Carimán
- Giordano Rossi - Gabriel Gamper
- Aldo Parodi - Remigio
- Mario Ossandón - Alexander Nestroy
- Daniel Antivilo - Atilio
- Juan Carlos Maldonado - Attaché